# Salig, Jesus, är den stunden
Salig, Jesus, är den stunden är en psalm av Ernst Gottlieb Woltersdorf från 1752 som översatts av Johan Alfred Eklund 1909 till en psalm med titelraden Salig är den stilla stunden. Britt G. Hallqvist gjorde en helt ny översättning 1984, vilket medförde att Eklunds namn försvann ur 1986 års psalmbok på detta ställe. Så skedde även i en del andra fall, på grund av att Eklunds arvingar motsatte sig att hans texter bearbetades.
Melodin var vid psalmens första publicering i Nya psalmer 1921 en tonsättning av Wolfgang Wessnitzer från 1661, vilket sannolikt i själva verket är dess tryckår. Samma melodi användes för psalmen Tvivlan ur min själ försvinne (1819 nr 200) då det är melodins rubrik i Koralbok för Nya psalmer, 1921. I 1986 års psalmbok används en tonsättning av Preben Nodermann från 1911.
Eklunds texter blev fria för publicering 2015.

## Publicerad som
- Nr 559 i Nya psalmer 1921, tillägget till 1819 års psalmbok med titelraden "Salig är den stilla stunden", under rubriken "Kyrkan och nådemedlen: Ordets ämbete och församlingslivet: Vilodagen och gudstjänsten".
- Nr 748 i Sionstoner 1935 med titelraden "Salig är den stilla stunden", under rubriken "Vilodagen".
- Nr 215 i 1937 års psalmbok med titelraden "Salig är den stilla stunden", under rubriken "Helg och gudstjänst".
- Nr 467 i Sånger och Psalmer 1951 med titelraden "Salig är den stilla stunden", under rubriken "Församlingen och nådemedlen. Ordets predikan".
- Nr 407 i Den svenska psalmboken 1986 under rubriken "Helg och gudstjänst".
- Nr 448 i Psalmer och Sånger 1987 under rubriken "Kyrkan och nådemedlen - Helg och gudstjänst".[1]